# GOOD MORNING (広島エフエム放送)
『GOOD MORNING』（グッド モーニング）は、広島エフエム放送で2003年10月1日から2005年9月29日まで放送されていた朝のラジオ番組である。前身番組は『HFMニュースパイス・シャワー』。
DJは最終回まで清野茂樹が務めた。清野はこの番組の開始前日までは夕方の音楽番組『MUSIC MANIA』を担当しており、夕方から朝の声に転身した。清野の休暇中は当時金曜日の朝番組『WEEKEND FLY! DAY』の君崎滋が担当した。
番組の特徴として、流す曲はすべて洋楽、リクエストは1曲のみ、最初に流す曲は必ずビートルズの曲、トラフィックインフォメーションのBGMが7:30のみ違う（オープニングBGMと兼ねている）、などが挙げられる。2004年12月にはコンピレーションCDが全国発売された。
放送開始当初、選曲はディレクターが行っていたが、2005年4月からは清野が行っている。また、番組プロデュースも兼任している。番組のエンディングでは、必ず「GOOD MORNING、選曲とお相手、プロデュースは私、清野茂樹でした。」と言っている。
2005年9月29日で番組終了。後枠は『MORNING ALIVE』。最終回では、多くの方から花束や贈り物が届いたという（ホームページより）。その中にはピンチヒッターを務めた君崎滋やかつてのミュージックディレクター、『MUSIC MANIA』を一緒に担当していた浜平恭子の名前が書いてあった。なお、清野のHFMワイドプログラムでのDJ担当は、この番組が最後となった。

## コーナー

### 番組終了時に存在したコーナー
- 洋楽BANZAI!
- AK＠MY BEST（GOOD MORNING from NYのリニューアル版）
- GOOD SPORTS MAX
- GOOD SPORTS
  - 7:50のコーナーは、TOYOTAがスポンサーのため、TOYOTA GOOD SPORTSというタイトルである。
- GOOD MORNING CAFÉ

### 過去のコーナー
- GOOD LUCK
- GOLD NUMBERS
  - リスナーがメールで送った3桁の数字と黄金の女神が発表する数字が一致するかを確認する。当選者にはゴールドQUOカードが贈られる。発表前に清野とのフリートークがある。黄金の女神・メグちゃんの声はいつも加工されているが、コーナー最終回のときは、最初の部分だけ加工されていなかった。この日はメグちゃん宛てのメールが非常に多かった（清野がオンエア中にも言っていた）。
  - 番組の最終週に同コーナーを復活する予定だったが、都合で放送できなくなってしまい、代わりに当選者に贈られる予定だったゴールドQUOカードはリスナープレゼントにする形となった。ただし、最終回にはメグちゃんが登場し、数分間清野と話をしていた。
- GOOD MORNING from NY
- GOOD MUSIC
- WE ARE THE WORLD
- GOOD DISK NAVIGATION
- HAPPY BIRTHDAY
- ワンヴィレポート

## スケジュール
- 7:30 オープニング～HFMトラフィックインフォメーション
- 7:35 アンデルセンサウンドブレックファースト ＜提供：アンデルセン＞
- 7:45 GOOD MORNING NEWS ＜提供：広島トヨタ＞
- 7:50 TOYOTA GOOD SPORTS ＜提供：トヨタディーラー＞
- 8:00 SUZUKI NEWS NUMBERS ＜提供：SUZUKI＞(6senceをネット)
- 8:10 Honda SWEET MISSION ＜提供：HONDA＞
- 8:19 HFMトラフィックインフォメーション ＜提供：ヤナセ＞
- 8:20 GOOD SPORTS MAX ＜提供：広島スバル＞
- 8:30 GOOD MORNING NEWS
- 8:40 HFMトラフィックインフォメーション
- 8:42 フライトインフォメーション
- 8:45 ひろしまCITY情報（毎週木曜日のみ）＜提供：広島市＞
- 8:50 GOOD SPORTS
- 9:00 HFMトラフィックインフォメーション＆ウェザーリポート ＜提供：にしき堂＞
- 9:10
  - （火）洋楽BANZAI!
  - （木）AK＠MY BEST
- 9:25 テレマートラジオショッピング
- 9:35 HFMトラフィックインフォメーション
- 9:40 BINGOフラッシュ
- 9:55 ニュース＋天気予報
- 10:00 GOOD MORNING CAFÉ